# Bijlmertoernooi
Het Bijlmertoernooi was een Nederlands damtoernooi dat jaarlijks in de nazomer of herfst in de Amsterdamse wijk Bijlmer werd gespeeld. Initiatiefnemer en hoofdorganisator was Achfaaq Mohamedjoesoef. Het toernooi bestond uit een grootmeestergroep en een meestergroep met beide tien deelnemers. In sommige jaren was er ook een jeugdgroep. Door stopzetting van de financiële ondersteuning vanuit de deelraadgemeente Amsterdam-Zuidoost bleek organisatie in 2009 niet meer mogelijk.

## Nummers 1, 2 en 3 van de grootmeestergroep en winnaar van de meestergroep
| Jaar | Goud                          | Zilver                                                              | Brons                                    | meestergroep              |
| ---- | ----------------------------- | ------------------------------------------------------------------- | ---------------------------------------- | ------------------------- |
| 1997 | Aleksandr Schwarzman RUS      | Kees Thijssen NED                                                   | Alexander Mogiljanski RUS                | Arnaud Cordier FRA        |
| 1998 | Aleksandr Schwarzman RUS      | Aleksej Tsjizjov RUS                                                | Anatoli Gantvarg BLR Hans Jansen NED     | Pjotr Chmiel POL          |
| 1999 | Kees Thijssen NED             | N'Diaga Samb SEN                                                    | Aleksandr Schwarzman RUS Hans Jansen NED | Egidius Petryla LTU       |
| 2000 | N'Diaga Samb SEN              | Aleksandr Schwarzman RUS Guntis Valneris LAT Alexander Baljakin BLR |                                          | Tjalling Goedemoed NED    |
| 2001 | Kees Thijssen NED             | N'Diaga Samb SEN                                                    | Hein Meijer NED                          | Hanco Elenbaas NED        |
| 2002 | Aleksej Tsjizjov RUS          | Guntis Valneris LAT                                                 | N'Diaga Samb SEN Kees Thijssen NED       | Mari van Ballegooijen NED |
| 2003 | Aleksej Tsjizjov RUS          | Ton Sijbrands NED                                                   | Jeroen van den Akker NED                 | Egidius Petryla LTU       |
| 2004 | N'Diaga Samb SEN              | Guntis Valneris LAT                                                 | Kees Thijssen NED                        | Roberts Misans BLR        |
| 2005 | niet gespeeld wegens WK A'dam |                                                                     |                                          |                           |
| 2006 | Aleksandr Schwarzman RUS      | Jeroen van den Akker NED                                            | Aleksandr Getmanski RUS                  | Paul Oudshoorn NED        |
| 2007 | Aleksandr Schwarzman RUS      | Aleksej Tsjizjov RUS                                                | Kees Thijssen NED                        | Pim Meurs NED             |
| 2008 | Aleksandr Schwarzman RUS      | Guntis Valneris LAT Kees Thijssen NED Aleksandr Getmanski RUS       |                                          | Alexei Domchev RUS        |